# Hypophylla argenissa
Hypophylla argenissa is een vlindersoort uit de familie van de prachtvlinders (Riodinidae), onderfamilie Riodininae.
Hypophylla argenissa werd in 1790 beschreven door Stoll.